# Galva (Kansas)
Galva è un comune degli Stati Uniti d'America, situato nello Stato del Kansas, nella contea di McPherson.